# Ferris N'Goma
Ferris N'Goma (Limoges, 15 giugno 1993) è un calciatore francese, centrocampista svincolato.

## Caratteristiche tecniche
È un mediano.

## Carriera

### Club
Cresciuto nel settore giovanile del Montpellier, ha esordito con la squadra riserve il 25 agosto 2012 disputando l'incontro del Championnat de France amateur 2 perso 2-1 contro il Sète.
Il 10 agosto 2019 ha debuttato in Ligue 1 disputando con il Brest il match pareggiato 1-1 contro il Tolosa.

### Nazionale
Ha giocato nella nazionale francese Under-17.

## Statistiche
Statistiche aggiornate al 22 agosto 2019.

### Presenze e reti nei club
| Stagione        | Squadra         | Campionato      | Campionato | Campionato | Coppe nazionali | Coppe nazionali | Coppe nazionali | Coppe continentali | Coppe continentali | Coppe continentali | Altre coppe | Altre coppe | Altre coppe | Totale | Totale | Totale |
| Stagione        | Squadra         | Comp            | Pres       | Reti       | Comp            | Pres            | Reti            | Comp               | Pres               | Reti               | Comp        | Pres        | Reti        | Pres   | Reti   |        |
| --------------- | --------------- | --------------- | ---------- | ---------- | --------------- | --------------- | --------------- | ------------------ | ------------------ | ------------------ | ----------- | ----------- | ----------- | ------ | ------ | ------ |
| 2012-2013       | Montpellier 2   | CFA2            | 17         | 0          |                 | -               | -               |                    | -                  | -                  |             | -           | -           | 17     | 0      |        |
| 2013-2014       | Limoges         | CFA2            | 20         | 7          | CF              | 0               | 0               |                    | -                  | -                  |             | -           | -           | 20     | 7      |        |
| 2014-2015       | Limoges         | CFA             | 14         | 1          | CF              | 0               | 0               |                    | -                  | -                  |             | -           | -           | 14     | 1      |        |
| Totale Limoges  | Totale Limoges  | Totale Limoges  | 34         | 8          |                 | 0               | 0               |                    | -                  | -                  |             | -           | -           | 34     | 0      |        |
| 2015-2016       | Orléans         | N               | 3          | 0          | CF+CdL          | 0               | 0               |                    | -                  | -                  |             | -           | -           | 3      | 0      |        |
| 2016-2017       | Orléans         | L2              | 18+2       | 1          | CF+CdL          | 0               | 0               |                    | -                  | -                  |             | -           | -           | 20     | 1      |        |
| 2017-2018       | Orléans         | L2              | 31         | 2          | CF+CdL          | 1+1             | 0               |                    | -                  | -                  |             | -           | -           | 33     | 2      |        |
| Totale Orléans  | Totale Orléans  | Totale Orléans  | 54         | 3          |                 | 2               | 0               |                    | -                  | -                  |             | -           | -           | 56     | 3      |        |
| 2018-2019       | Brest           | L2              | 32         | 1          | CF+CdL          | 2+1             | 0               |                    | -                  | -                  |             | -           | -           | 35     | 1      |        |
| 2019-2020       | Brest           | L1              | 1          | 0          | CF+CdL          | 0               | 0               |                    | -                  | -                  |             | -           | -           | 1      | 0      |        |
| Totale carriera | Totale carriera | Totale carriera | 138        | 12         |                 | 5               | 0               |                    | -                  | -                  |             | -           | -           | 143    | 12     |        |